# 维克斯堡 (密西西比州)
维克斯堡（Vicksburg）是美国密西西比州沃伦县的县治，位于密西西比河和亚祖河交汇处，距离州府杰克逊约80公里。根据2000年美国人口普查，共有26407人，其中非裔美国人占60.43%、白人占37.8%。

## 名人
- 威利·迪克森：美国歌手、音乐制作人